# Nguyễn Văn Tú

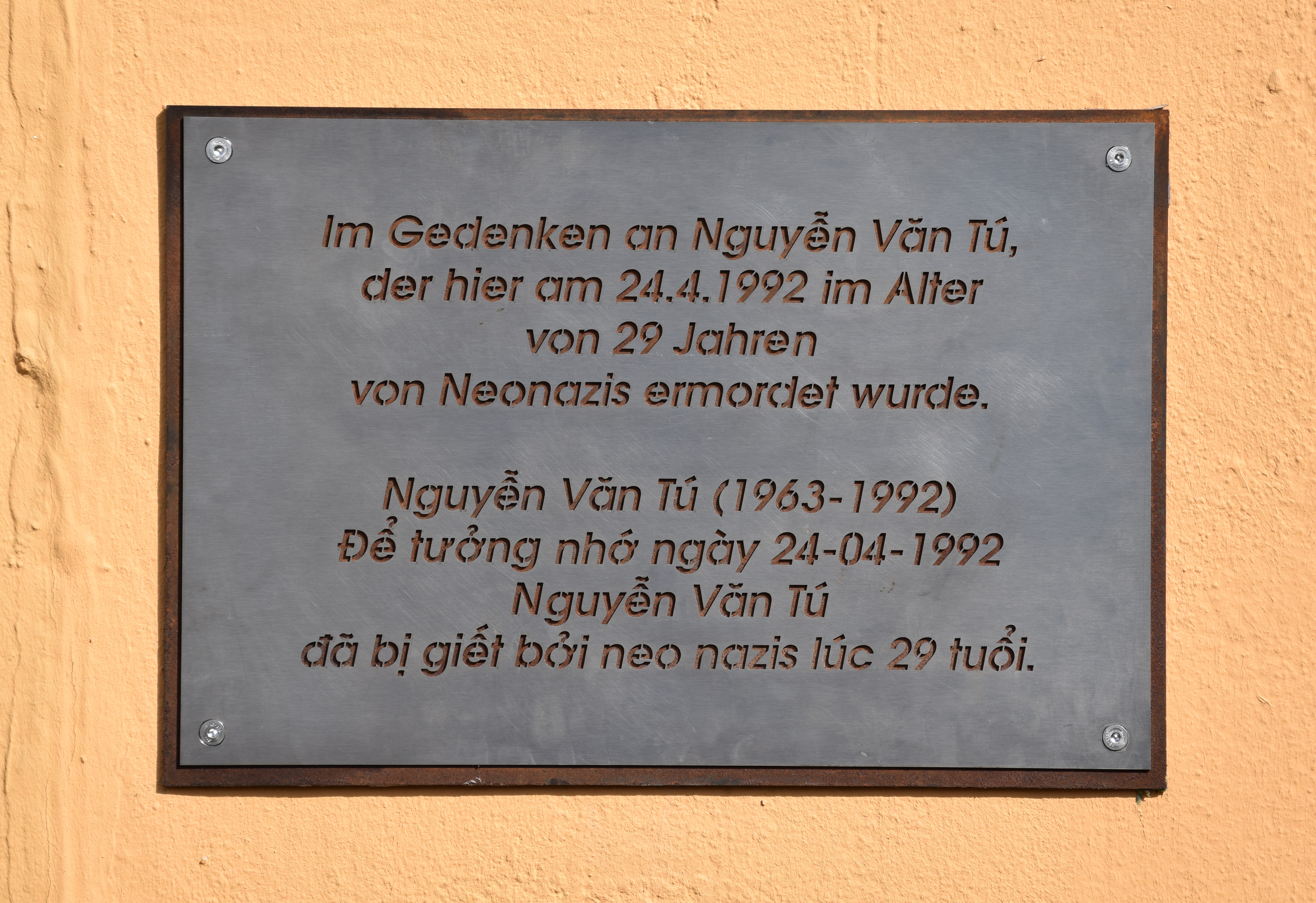
Gedenktafel für Nguyễn Văn Tú in Berlin-Marzahn

Nguyễn Văn Tú (* 1963 in Vietnam; † 24. April 1992 in Berlin-Marzahn) war ein vietnamesischer Vertragsarbeiter. Er war eines der ersten bekannten Todesopfer rechtsextremer Gewalt in der Bundesrepublik Deutschland seit der Wiedervereinigung.

## Leben
Nguyễn Văn Tú kam 1987 als Vertragsarbeiter aus dem „sozialistischen Bruderland“ Vietnam in die DDR. Im Zuge der Wiedervereinigung verloren viele ehemalige Vertragsarbeiter ihren Arbeitsplatz, so auch Nguyễn Văn Tú. Bis zu seiner Entlassung im November 1990 arbeitete er im VEB Gummikombinat in Waltershausen.

## Tat
Der Vietnamese Nguyễn Văn Tú (deutsche Schreibweise: Tu Van Nguyen) wurde am Freitag, den 24. April 1992 durch den 21-jährigen DVU-Sympathisanten Mike Lillge durch einen Messerstich in die Lunge schwer verletzt. Die Tat ereignete sich auf den Grünanlagen vor einem Supermarkt am Brodowiner Ring in Berlin-Marzahn gegen 17:30 Uhr. Nguyễn Văn Tú verstarb noch am selben Abend im Krankenhaus.

### Tathergang
Am 24. April 1992 hielt sich der 29-jährige Nguyễn Văn Tú vor den Supermärkten am Brodowiner Ring bei Freunden auf, welche dort aus Warenkartons Zigaretten und Textilien verkauften. Er war nach Berlin-Marzahn gereist, um einen Freund zu besuchen. Mike Lillge hielt sich ebenfalls mit drei Freunden auf denselben Grünanlagen auf, sie standen herum und tranken Bier, mit dem Vorhaben, später noch den Jugendclub „die Wurzel“ zu besuchen. Die vier Jugendlichen waren zuvor bei einem weiteren Cliquenmitglied in dessen Wohnung zum Kartenspielen gewesen, wo sie bereits angefangen hatten, Schnaps und Bier zu konsumieren. Die ersten Provokationen fanden gegen ca. 17:30 Uhr statt, als Mike Lillge gegen einen der Warenkartons eines Vietnamesen trat. Dies wiederholte er noch zwei weitere Male, es kam zu ersten Diskussionen zwischen den beiden Gruppen, welche sich vorerst jedoch wieder trennten. Zwei der Jugendlichen um Mike Lillge verließen das Gelände, um zwei deponierte Schlagstöcke sowie Verstärkung zu holen. Zurück blieben Mike Lillge und ein weiterer Jugendlicher. Vier oder fünf Vietnamesen stellten Mike Lillge und seinen Freund zur Rede. Es kam zu einer verbalen Auseinandersetzung und anschließend zu einem Gerangel. Mike Lillge führte ein aufgeklapptes Butterflymesser in der rechten Jackentasche mit sich, Nguyễn Văn Tú war unbewaffnet. Lillge zog das Messer aus der Jackentasche und stach es Nguyễn Văn Tú in die linke Körperseite. Danach flüchtete er mit seinem Freund. Obwohl der Tatort zur Tatzeit gut besucht war, griff niemand ein, letztendlich mussten Nguyễn Văn Tús Freunde ihn sogar selbst in ein Krankenhaus fahren.

### Gerichtsurteil
Mike Lillge wurde am 8. Oktober 1992 vom Berliner Landgericht wegen Körperverletzung mit Todesfolge zu viereinhalb Jahren Haft verurteilt. Das Gericht stellte als Tatmotiv Selbstjustiz vor dem Hintergrund „fremdenfeindlicher Ressentiments“ fest. „Der Angeklagte hatte zugetreten, weil er sich daran störte, dass die vietnamesischen Händler unverzollte beziehungsweise unversteuerte Zigaretten verkauften. Während er seinem Unmut gegenüber den Vietnamesen, die er und seine Freunde als ‚Fitschis‘ zu bezeichnen pflegte, auf die beschriebene Art Ausdruck verlieh, hatte er gegen die ganz überwiegend deutschen Kunden, darunter auch einige seiner Freunde und seine Mutter, nichts. Er dachte auch nicht daran, das Treiben anzuzeigen.“ (Urteil) Die von der Staatsanwältin geforderte fünfjährige Haftstrafe wurde vom Richter auf vier Jahre heruntergesetzt. Laut dem Urteilsspruch heißt es, dass die Tat zwar ein „Akt verwerflicher Selbstjustiz“ sei, jedoch nicht aus Ausländerfeindlichkeit begangen worden sei, da Nguyễn Văn Tú ihn „rechtswidrig angegriffen“ hätte.
Durch die Zeugenvernehmung konnte die Polizei die Versuche des Täters, seine Tat als Akt der Notwehr darzustellen, widerlegen. Der Möglichkeit, nach politischen Beweggründen zu forschen, wurde nur oberflächlich nachgegangen. Mike Lillge gab an, mit der DVU (Deutsche Volksunion) zu sympathisieren. Seiner Meinung nach würde die rechte Partei „noch was tun“ gegen „Ausländer“, die Straftaten verüben. Er sei kein Skinhead und vertrete auch andere Meinungen. Die „Ausländer“, die Arbeit haben, könnten seiner Meinung nach auch in Deutschland leben.
Das Gericht sah einen klaren Angriffswillen seitens Lillge und der drei anderen Jugendlichen, mit denen er sich am 24. April 1992 am Brodowiner Ring aufhielt. Dies ließe sich dadurch schlussfolgern, dass zwei Jugendliche der Clique loszogen, um Schlagstöcke sowie Verstärkung zu holen und Mike Lillge ein bereits geöffnetes Messer in seiner Jackentasche stecken hatte. Aus dem Urteilsspruch geht hervor, dass die vom Angeklagten geschilderte Vorgeschichte der Tat in Zusammenhang seiner deutlich gewordene Aggressivität, beruhend auf Ressentiments gegenüber der vietnamesischen Händler, gesetzt werden muss. Dafür spricht, dass Mike Lillge nicht sich, sondern die vermeintlich bedrohte Ordnung verteidigen wollte.
2018 wurde der Fall nachträglich als PMK-Rechts eingestuft und Nguyễn Văn Tú als Todesopfer rechter Gewalt anerkannt.

## Gedenken
Am Sonntag nach der Tat fand eine Demonstration in Marzahn statt, an der sich ca. 300 Personen beteiligten. Die Demonstration endete mit einer Kundgebung vor dem rechten Jugendzentrum „Wurzel“, während der die Demonstrierenden die Schließung der vom Senat finanzierten Einrichtung forderten. Erst vier Tage vor der Tötung Nguyễn Văn Tús, am 20. April 1992, konnten ca. 200 Jugendliche in der „Wurzel“ eine „Hitler-Geburtstagsfeier“ veranstalten. Am Donnerstag der Folgewoche folgten etwa 150 Menschen einem Aufruf der „Vereinigung der Vietnamesen in Berlin“ und hielten eine Kundgebung vor dem Einkaufszentrum am Brodowiner Ring ab.
Am 3. Mai 1992 organisierte der Verein einen Trauermarsch mit anschließender vietnamesischer Trauerfeier am Tatort, an dem sich ca. 2000 Menschen beteiligten. Kurz nach der Tat brachte die Antifa eine erste Gedenktafel in der Marzahner Promenade an, welche mehrmals beschädigt und letztendlich gestohlen wurde.

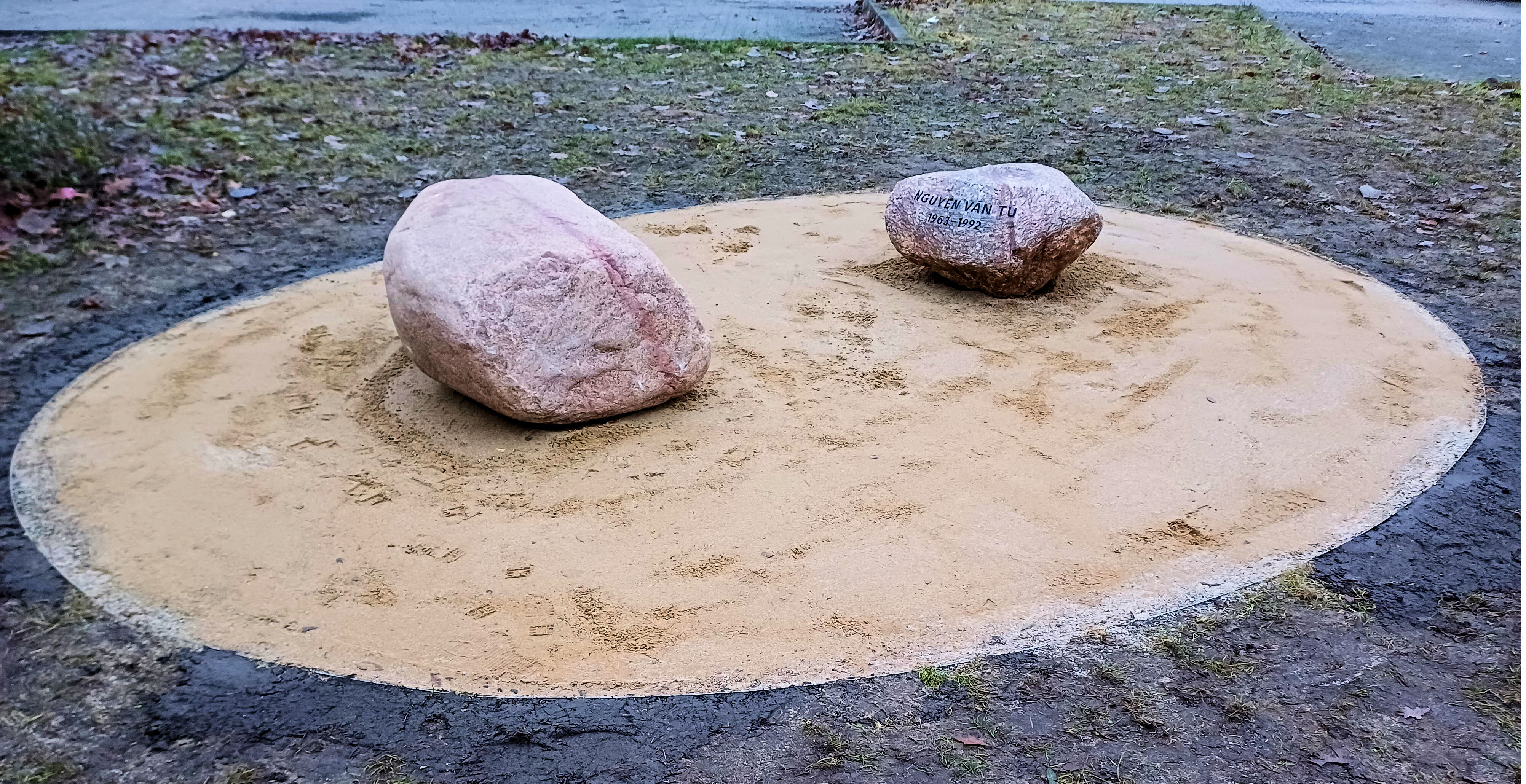
Denkzeichen im Brodowiner Ring, Berlin-Marzahn

Aktivisten und Gedenkinitiativen forderten auf Kundgebungen die Bezirksverwaltung mehrfach auf, sich am Gedenken Nguyễn Văn Tús zu beteiligen. Aus der „Vorlage zur Kenntnisnahme für die Bezirksverordnetenversammlung am 14. Januar 2011“ geht hervor, dass keine neue Gedenktafel angebracht werden soll. Hierzu heißt es: „Die Anbringung einer Gedenktafel vor oder in einem Einkaufszentrum wird dem tragischen Ereignis nicht gerecht. Daher erscheint es nicht angemessen in der Umgebung des Einkaufszentrums Brodowiner Ring eine Gedenkstelle einzurichten. Das Gedenken an Nguyen Van Tu wird im Lichthof der Bezirkszentralbibliothek gewahrt. Die dort befindlichen Skulptur ‚Torso eines Stürzenden‘ von Wieland Förster trägt am Sockel eine Widmungsinschrift für Nguyen Van Tu, mit der dem tragischen Ereignis an würdevollem Ort gedacht wird. Der Künstler war so ergriffen, dass er mit einer Widmungsinschrift an die schreckliche Tat erinnern möchte.“ Mit der Widmungsinschrift wollte der Künstler Wieland Förster an den Tod Nguyễn Văn Tús erinnern, sie lautet: „Am 29. April 1992 wurde in Marzahn der Vietnamese Nguyen Van Thu getötet.“ Sowohl das Todesdatum als auch der Name des Getöteten sind darauf fehlerhaft angegeben.
2017 riefen Gedenkinitiativen aus Marzahn-Hellersdorf zu einer Kundgebung anlässlich Nguyễn Văn Tús 25. Todestages auf. Ein Jahr später, am 24. April 2018, brachten Aktivisten eine Granitplatte mit einer Inschrift für Nguyễn Văn Tú am Tatort an. Zusätzlich hängten sie im Umkreis Plakate auf, um über die Tat öffentlich zu informieren. Der Gedenkstein wurde kurz nach der Anbindung zunächst mit Beton übergossen und verschwand wenige Wochen später gänzlich. Die Linken gehen davon aus, dass es Neonazis waren, die den Stein entfernten. Möglich ist auch, dass das Ordnungs- oder Grünflächenamt tätig wurde, da der Gedenkstein nicht genehmigt war.
Am 15. Dezember 2023 wurde ein Denkzeichen für Nguyễn Văn Tú eingeweiht. Es trägt den Titel „Gedenken ist überall“ und besteht aus der Markierung einer Fläche in einer Grünanlage am Brodowiner Ring, einer steinernen Sitzbank und einer Gedenkschale, in die Blumen zur Erinnerung gelegt werden können. Entsprechend dem vietnamesischen Brauch können Räucherstäbchen in die Gedenkschale eingefügt werden. Das Denkzeichen wurde von der Berliner Künstlerin Susanne Ahner entworfen und realisiert.